# Frontantrieb

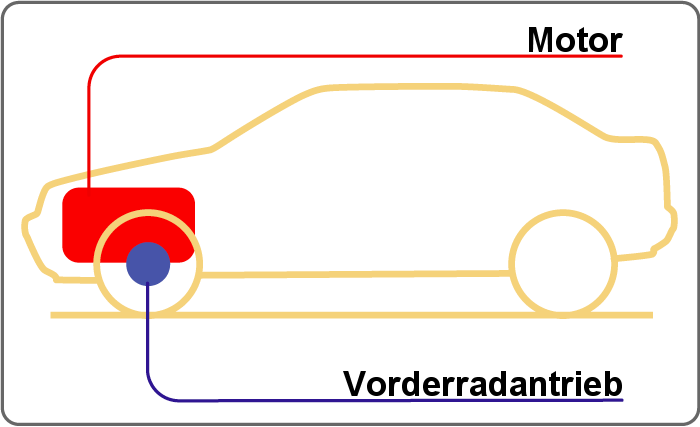
Schema

Als Frontantrieb wird der Vorderradantrieb in Verbindung mit einem Frontmotor bei Kraftfahrzeugen bezeichnet. Im Gegensatz zum Hinterradantrieb wird der Vorderradantrieb fast ausschließlich mit Frontmotor kombiniert, Ausnahmen gibt es nur bei Nutzfahrzeugen. Manche frontgetriebenen Pkw-Modelle werden alternativ mit Allradantrieb angeboten.

## Geschichte

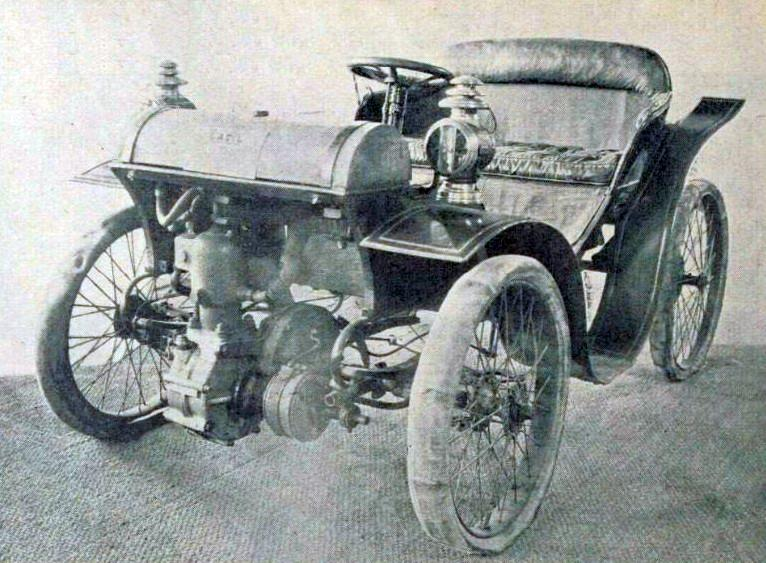
Fahrzeug von Latil mit Frontantrieb aus dem Jahr 1899

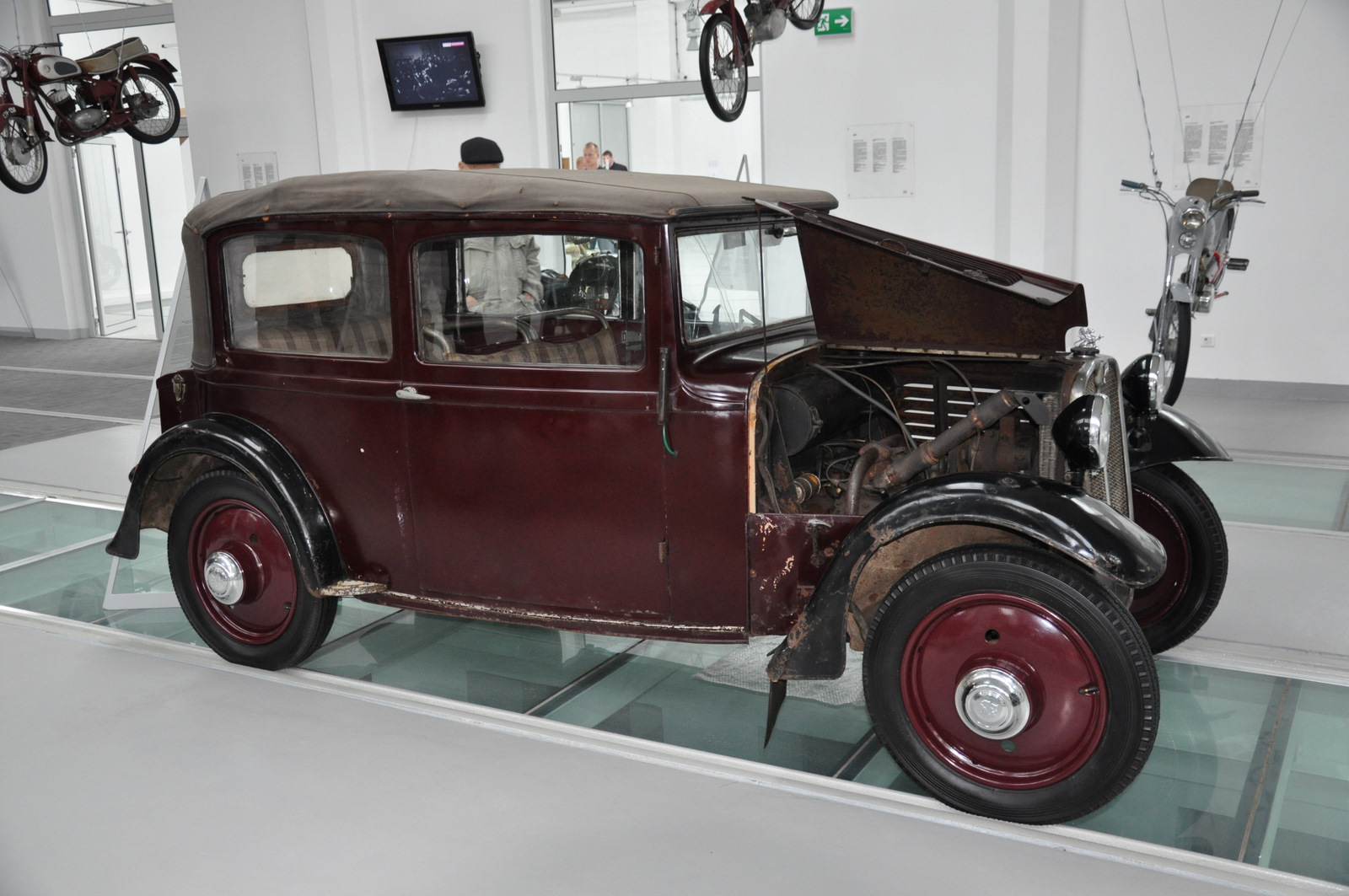
Stoewer V 5 im Muzeum Techniki in Stettin

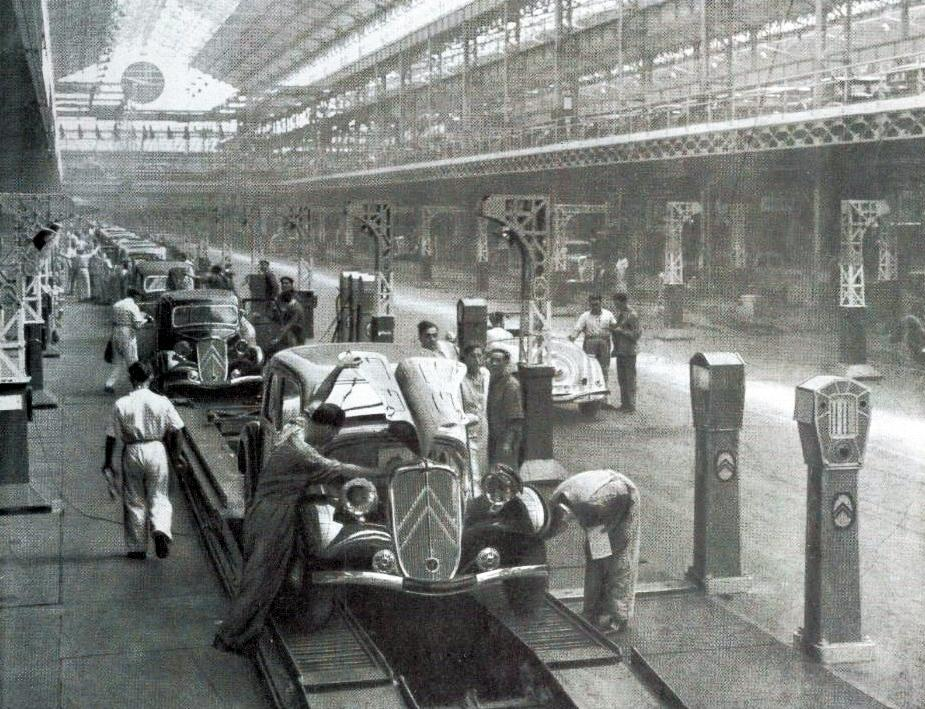
Montage des Citroën Traction Avant, 1934

Das erste Fahrzeug mit Frontantrieb baute 1769 Nicholas Cugnot. Wegen seines schweren Kessels vor dem Vorderrad war es kopflastig und kaum lenkbar. 1898 baute die Wiener Automobilwerkstatt Gräf & Stift ein erstes Frontantriebsfahrzeug mit Verbrennungsmotor. Ein weiterer Pionier war der Franzose Auguste Georges Latil, der 1899 ein solches Fahrzeug vorstellte.
Der Frontantrieb gelangte erst wesentlich später zur Serienreife als der Hinterradantrieb. Denn ein grundsätzliches Problem des Antriebs lenkbarer Räder ergab sich daraus, dass bei Kreuzgelenken der sogenannte Kardanfehler auftritt, sodass diese für den Frontantrieb nicht verwendet werden können. Eine zufriedenstellende Lösung fand erst Jean-Albert Grégoire für den französischen Hersteller Tracta. Er erfand ein Homokinetisches Gelenk (Gleichlaufgelenk), das mit Gleitsteinen arbeitete. Tracta erteilte Lizenzen für ihre „Tracta“-Gelenke der zweiten Hälfte der 1920er Jahre an verschiedene Hersteller, darunter die Zschopauer Motorenwerke J. S. Rasmussen (DKW), Stoewer und die Adlerwerke.
Erstmals serienmäßig hergestellt wurden derartige Fahrzeuge in den USA ab 1929 von Ruxton und Auburn (Modell Cord L-29), gefolgt 1931 von Stoewer (V 5) und kurz darauf DKW (F 1) sowie 1932 Adler (Trumpf). DKW brachte den Durchbruch in der Großserienfertigung, bis zur kriegsbedingten Einstellung der Produktion wurden mehr als 250 000 DKW mit Frontantrieb hergestellt. Ab 1934 war auch Citroën in Frankreich mit dem Traction Avant und nachfolgenden Modellen ein Vorreiter in der Großserienfertigung dieser Antriebstechnik.
Nach dem Krieg wurde der durchschlagende Erfolg der DKW-Frontmodelle auf unterschiedliche Weise fortgeführt: Am angestammten DKW-Standort in Zwickau wurde nunmehr in der DDR bei Sachsenring eine Weiterentwicklung des Konzepts mit quer eingebautem Zweizylindermotor vorgenommen, die im Trabant mündete. Das DKW-Konzept des Frontantriebs mit längs eingebautem Dreizylindermotor wurde zunächst in Zwickau mit dem IFA F 9 aufgegriffen, 1953 ins Automobilwerk Eisenach verlagert und mündete hier im Wartburg. Die Inhaber der DKW-Rechte waren indes nach Westdeutschland emigriert und produzierten DKW-Modelle zunächst mit querstehendem Zweizylinder- und ab 1953 mit Dreizylindermotor längs vor der Vorderachse. Weitere Anwender des Frontantriebs in der Bundesrepublik waren Lloyd und Gutbrod, sowie in Schweden Saab ab 1947. Alle diese Fahrzeuge hatten, wie die DKW, zunächst Zweitaktmotoren. Saab und Lloyd waren die ersten Hersteller mit dem inzwischen fast immer verwendeten Layout, bei dem Motor und Getriebe nebeneinander aufgereiht sind, mit den Differenzial leicht zurück versetzt dazwischen und Kurbel- und Getriebeeingangswelle in einer Flucht. Diese einfache und billig herstellbare Bauart hatte als erster Josef Ganz 1931 in seinem „Maikäfer“ verwirklicht, aber nicht mit Front-, sondern mit Mittelmotor und Hinterradantrieb
Saab wechselte später zu längs eingebauten Dreizylinder- und danach V-4-Motoren.
1959 wurde im von BMC vorgestellten Mini erstmals in einem Serienwagen ein quergestellter Vierzylinder-Viertaktmotor mit darunter eingebautem Getriebe und Frontantrieb kombiniert. Dieses aufwendige Konzept wurde von anderen Autoherstellern, außer von Peugeot, nicht aufgenommen. So kam beispielsweise der Ford 12M ab 1962 mit Frontantrieb und einem V4-Motor, um die Länge gering zu halten. Citroën setzte den frühzeitig eingeschlagenen Weg zum Frontantrieb fort, zunächst mit dem Kastenwagen TUB, der mit der Antriebseinheit des TA ausgestattet war, dem Kleinwagen 2 CV und dem Citroën H, der als erstes Frontantriebsfahrzeug in Serie einen Vierzylinderreihenmotor vor der Achse hatte.
Bei Fiat hatte man seit den 1950er Jahren unter der Leitung von Dante Giacosa mit Frontantriebskonzepten experimentiert, das mündete 1964 im Autobianchi Primula, dem ersten Wagen, bei dem ungleich lange, aber gleich steife Antriebswelle den Quereinbau eines Vierzylinderreihenmotors neben dem Getriebe ermöglichten, Simca folgte 1967, Fiat 1969 mit dem Fiat 128. Giacosas Idee hat sich inzwischen durchgesetzt, fast alle Frontantriebswagen haben einen Quermotor und ungleich lange Antriebswellen.
1967 brachte auch Honda sein erstes Frontantriebsmodell auf den Markt, wie DKW 36 Jahre vorher mit quer eingebautem Motor und Getriebe dahinter in einem gemeinsamen Gehäuse wie bei einem Motorrad. Renault baute im Verlauf der 1960er Jahre zunächst Fahrzeuge mit Motoren hinter der Achse nach Citroën-Vorbild und dann das „Weltauto“ R 12 mit nach vorn verlegten Motor, den es mit kleinen Änderungen auch von Ford und Dacia gab. Der zum VW-Konzern gehörenden Auto-Union gelang mit dem Audi F103 der Übergang vom dreizylindrigen Zweitakt- zum Viertaktmotor mit vier Zylindern ohne das Frontantriebskonzept von DKW zu verlassen. Der Kühler wurde seitlich schräg neben dem Motor angeordnet, um Länge zu sparen. Auch Saab wechselte zum Viertaktmotor und kaufte V4-Motoren von Ford zu, die nicht länger waren als der bis dahin verwendete Dreizylindermotor. Viele andere Hersteller wie Opel, VW, Skoda, sowie US-amerikanische und asiatische Hersteller entschlossen sich dagegen erst im Verlauf der 1970/80er Jahre zum Übergang auf den Frontantrieb.
Für Pkw ist der Frontantrieb inzwischen die dominierende Antriebsart. In den Klassen der Kleinwagen und Kompaktklasse besitzen, von wenigen Allradvarianten abgesehen, gegenwärtig alle produzierten Pkw Frontantrieb. Vorteile des Hinterradantriebs kommen jedoch bei Sportwagen und Pkw der oberen Mittelklasse und Oberklasse besonders zum Tragen, weshalb in diesen Klassen auch heute noch teilweise der Hinterradantrieb bevorzugt wird, unter anderem von BMW und Mercedes-Benz. Sportwagenhersteller wie Porsche und Ferrari kombinieren den Hinterradantrieb mit Mittel- oder Heckmotor. Außerdem findet sich der Heckmotor auch (wieder) bei einigen Kleinstwagen wie Smart Fortwo und im davon – wegen der Kooperation der beiden Konzerne – abgeleiteten Renault Twingo der dritten Generation. Zudem gewinnt gegenwärtig der Allradantrieb immer mehr an Bedeutung, nicht zuletzt aufgrund der Verbreitung der SUVs.
Das Mofa von Vélosolex war eines der wenigen erfolgreich gebauten Zweiräder mit Frontantrieb. Es wurden auch Motorräder mit Frontradantrieb wie die Megola und das Killinger & Freund Motorrad gebaut, konnten sich aber nicht durchsetzen.

## Sonderweg USA

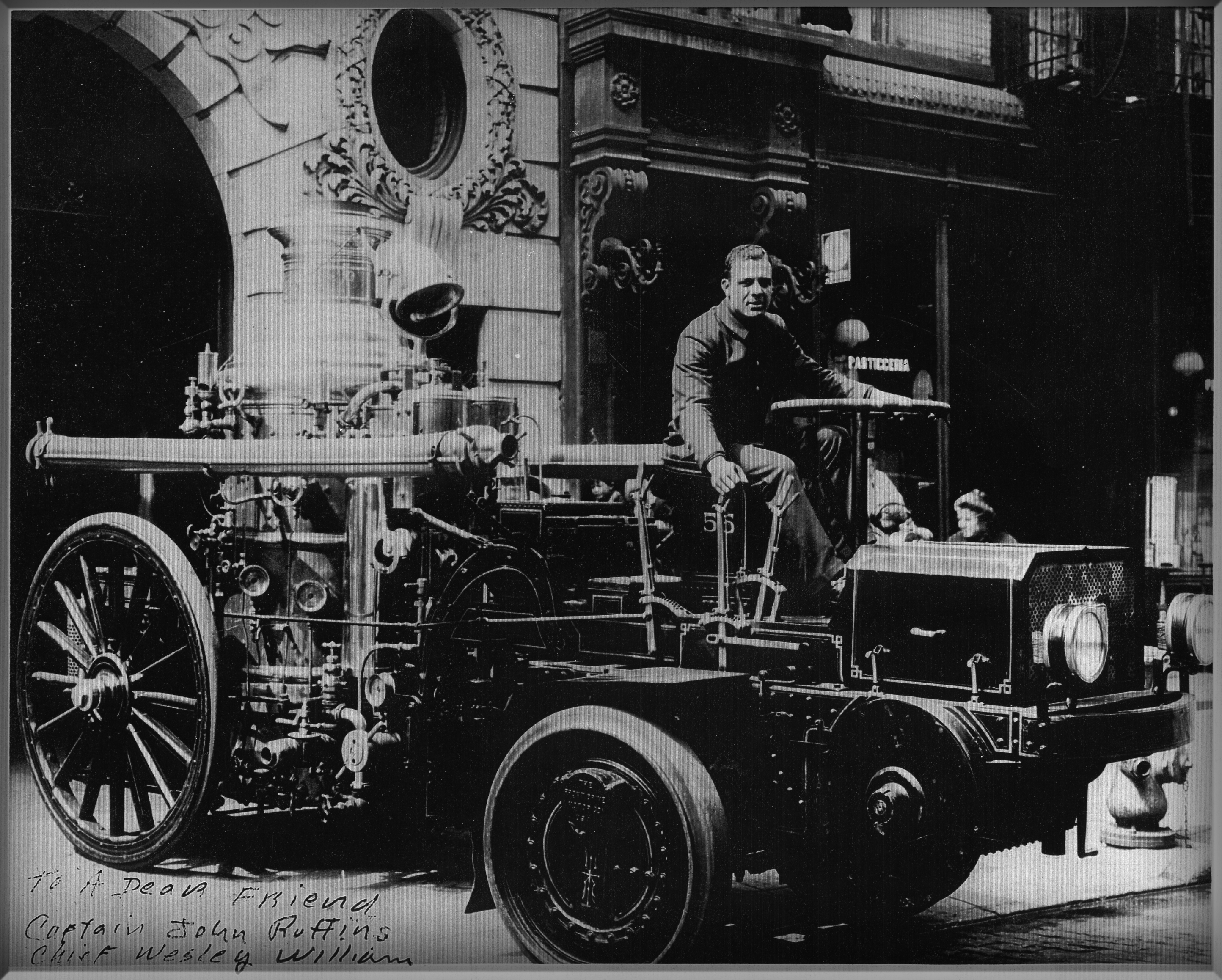
Avant-Train von J. W. Christies Front Drive Motor Car Company vor einer ursprünglich pferdegezogenen Dampfspritze der New Yorker Feuerwehr, um 1920

In den USA gab es bereits 1904 einen Rennwagen mit Frontantrieb des US-Amerikaners John Walter Christie. Das Fahrzeug hielt sogar kurze Zeit den Geschwindigkeits-Weltrekord über eine Meile. Eine Kommerzialisierung erfolgte nicht, doch brachte Christie 1912 eine einachsige Zugmaschine auf den Markt, die anstelle der Vorderachse an Fuhrwerke montiert wurde und so die Pferde ersetzte. Diese Achse war angetrieben und lenkbar. Das Gefährt wurde vor allem bei kommunalen Feuerwehren eingesetzt, wo es half, die Lebensdauer von Leiter- und Spritzenwagen zu verlängern. 
1929 erschienen mit dem Cord L-29 und dem Ruxton gleich zwei große und luxuriöse Serienfahrzeuge mit Reihen-Achtzylindermotoren und Frontantrieb. Technische Probleme, ein hoher Preis und die Wirtschaftskrise verhinderten einen größeren Erfolg. Cord baute mit den V8-Modellen 810/812 von 1935 bis 1937 den letzten US-Fronttriebler, bis General Motors 1966 mit dem Oldsmobile Toronado und 1967 mit dem Cadillac Eldorado auf diese Antriebsart zurückgriff. Heute ist sie auch in den USA weitverbreitet.

## Vor- und Nachteile des Frontantriebs

### Fahrzeugkonzept
Die Antriebseinheit kann hier durch den Quereinbau von Motor und Getriebe vergleichsweise kompakt in den verbleibenden Raum zwischen den Radkästen im Vorderwagen eingebaut werden. Es sind weniger Bauteile als beim Standardantrieb erforderlich. Die Produktionskosten können so um bis zu 15 % reduziert werden, auch beim Fahrzeuggewicht sind Einsparungen möglich. Bei quer liegendem Antrieb liegen Kurbelwelle und Antriebsachse parallel, was eine einfache Kraftübertragung ohne teures Winkelgetriebe ermöglicht. Die Platzverhältnisse in der Fahrgastzelle sind bei dieser Bauart vorteilhafter, da kein Kardantunnel vorhanden ist und der vordere Fußraum nicht durch einen Getriebetunnel eingeschränkt ist. 
Für Reihenmotoren mit mehr als vier Zylindern oder Motoren mit großem Hubraum eignet sich der Frontantrieb mit längs eingebautem Motor. Der Vorderwagen bzw. der vordere Überhang muss relativ lang ausgelegt werden. Die Anordnung mit Motor vorn und Getriebe dahinter sorgt für eine vergleichsweise hohe Achslast und höhere Lenkkräfte, eignet sich aber für einen Allradantrieb. Die umgekehrte Anordnung (Getriebe vorn, Motor dahinter) wird seit den 1980er Jahren nicht mehr verwendet. Sie war in den Jahren vor und nach dem Zweiten Weltkrieg weit verbreitet. Die Vorderachslast und der vordere Überhang ist geringer und die Motorhaube kann windschlüpfig flach ausgeführt werden. 
Selten wurden Motoren längs über der Achse mit dem Getriebe darunter oder daneben eingebaut (Oldsmobile Toronado, Saab 99, VW K 70). Diese Bauart ist kompakt, aber aufwändig. Der Motor ist in der Regel stark geneigt, damit die Motorhaube nicht zu hoch werden muss.

### Fahrdynamik
Frontgetriebene Fahrzeuge sind mit ihrer hohen Vorderachslast generell gutmütig-untersteuernd. Sie zeichnen sich durch gute Traktion auf feuchter oder glatter Fahrbahn und losem Untergrund aus und sind vergleichsweise wenig seitenwindempfindlich. Die hohe Achslast vorn hat jedoch auch mehrere Nachteile: Bei Gaswegnahme (Lastwechsel) kann die Seitenführungskraft der Hinterreifen überfordert werden und das Heck ausbrechen. Bei starkem Beschleunigen werden die Antriebsräder zusätzlich entlastet, sodass sie zum durchdrehen neigen. Beim Bremsvorgang neigen die Hinterräder schneller zum blockieren. Zuladung oder Anhängerbetrieb verschlechtern die Traktion. Damit keine Antriebseinflüsse in der Lenkung spürbar werden, sind Radaufhängungen mit kleinem Störkrafthebelarm erforderlich. Der etwas geringere Radeinschlag vergrößert im Vergleich mit dem Hinterradantrieb den Wendekreis. Insgesamt ermöglicht Frontantrieb keine so gute Traktion wie der Hinterradantrieb, solang die Fahrbahn trocken und griffig ist. 
Diese und weitere Unterschiede zwischen Frontantrieb und Hinterradantrieb sind durch Reifen, Fahrwerksabstimmung und Regelsysteme deutlich geringer geworden als früher. So sind z. B. beim Testmanöver 18-Meter-Slalom von auto motor und sport auch frontgetriebene Fahrzeuge im Vorderfeld zu finden. Zudem treten die Nachteile erst bei sehr leistungsstarken Fahrzeugen deutlich hervor, die deshalb heutzutage oft mit Allradantrieb ausgestattet werden.

## Trivia
- Der größte Motor, der je in einen Personenwagen mit Frontantrieb eingebaut wurde, war ein Vierzylinder-V-Motor mit 19.881 cm³ Hubraum. John Walter Christie verwendete ihn ohne Erfolg 1907 im Großen Preis von Frankreich. Dies ist gleichzeitig der größte je in einem Grand Prix verwendete Motor.
- Als größter in Serie produzierter Personenwagen mit Frontantrieb gilt der Cadillac Fleetwood Eldorado der Modelljahre 1971 bis 1978, der einen V8-Motor mit einem Hubraum von 8194 cm³ verwendete.[4]

## Andere Antriebsvarianten
| Unterscheidung nach Motorposition: - Frontmotor - Mittelmotor - Heckmotor | Unterscheidung nach Antriebsachsen: - Vorderradantrieb - Allradantrieb - Hinterradantrieb | Unterscheidung nach Antriebseinheit: - Frontantrieb (Frontmotor und Vorderradantrieb) - Standardantrieb (Frontmotor und Hinterradantrieb) - Heckantrieb (Heckmotor und Hinterradantrieb) |